# Leopold Okulicki
O general Leopold Okulicki (1898 - 1946) foi um general do exército polonês e o último comandante do exército subterrâneo durante a Segunda Guerra Mundial . Ele foi preso após a guerra pelo NKVD soviético e assassinado enquanto estava preso na prisão de Butyrka em Moscou .

## Vida
Okulicki nasceu em novembro de 1898 em Bratucice , no condado de Bochnia, na seção austríaca da Polônia. Sua data exata de nascimento é desconhecida, pois o registro de nascimento não foi preservado nos arquivos poloneses. Em 1910, ele ingressou em um ginásio local e, depois de 1913, ele também era um membro ativo do Związek Strzelecki . No ano seguinte, aos 16 anos, após terminar o treinamento militar básico, Okulicki passou nos exames de sargento . Após o início da Primeira Guerra Mundial , em outubro de 1915, ele deixou a escola e se ofereceu para as Legiões polonesas , onde serviu com distinção no 3º Regimento de Infantaria.
Ele permaneceu no exército polonês e lutou em várias unidades durante a Grande Guerra e a guerra polonês-bolchevique (1919-1921), sendo decorado com a mais alta ordem militar polonesa Virtuti Militari.  No período entre guerras, ele permaneceu no exército e em 1925 se formou na prestigiada Academia Militar de Varsóvia . Até o final da década de 1930, ele lecionou no Centro de Treinamento de Infantaria de Rembertów e tornou-se comandante da 13ª Divisão de Infantaria da Polônia. 
Em 1939, foi nomeado comandante de um dos departamentos da sede do comandante em chefe polonês. Depois que Edward Rydz retirou seu quartel de Varsóvia, Okulicki permaneceu na capital polonesa e serviu em vários postos durante o cerco de Varsóvia . Após a capitulação das tropas polonesas que defendiam a capital, Okulicki evitou a captura pelos alemães .
Preso pelo NKVD em janeiro de 1941, ele foi preso e torturado em várias prisões soviéticas. Liberado após o Acordo Sikorski-Mayski de 1941, ele se juntou ao Exército Polonês recriado na URSS, onde assumiu o posto de chefe de gabinete . Depois de um breve período como comandante da 7ª Divisão de Infantaria polonesa, ele foi transferido para Londres para treinamento no campo de treinamento de Cichociemni e depois transportado para a Polônia ocupada. Em julho de 1944, durante a Operação Tempest , ele se tornou o comandante do 2º Echelon do Exército da Pátria . General Bór-Komorowski, prevendo sua prisão pelos soviéticos após o levante de Varsóvia o nomeou seu vice e sucessor. Okulicki lutou na Revolta, entre outros cargos, como chefe do Estado Maior do Exército Nacional. Após a capitulação da Revolta, ele conseguiu evitar ser capturado pelos alemães e se mudou para Cracóvia, de onde começou a reorganizar o Exército Nacional. Em 3 de outubro de 1944, ele se tornou o comandante de toda a organização. Em 19 de janeiro de 1945, após a tomada soviética da Polônia, ele ordenou o desmantelamento do Exército da Pátria, temendo que a existência futura de uma força aliada na Polônia levasse apenas mais pessoas a serem assassinadas ou presas pelos soviéticos. Após uma provocação da NKVD, ele foi preso e preso em Moscou.  Segundo ele, "Em comparação com o NKVD , os métodos da Gestapo são brincadeira de criança. "  Condenado a 10 anos de prisão no Julgamento dos Dezesseis , ele foi assassinado em 24 de dezembro de 1946 na prisão de Butyrka . Seu corpo foi queimado e as cinzas descartadas.

## Condecorações
- Ordem da Águia Branca , postumamente em 11 de novembro de 1995
- Ordem Virtuti Militari
- Cruz da Independência
- Cruz da Bravura , 4 vezes
- Cruz do Mérito com Espadas e Cruz Dourada
- Legião de Mérito , postumamente (EUA)

1. 1 2  «Warsaw Uprising: Gen. Leopold Okulicki». www.warsawuprising.com. Consultado em 25 de dezembro de 2019
2. ↑  «Doomed Soldiers | Forgotten Heroes of the Polish Armed Underground Resistance During And After Second World War (WWII) - Descriptions And Overview of Units, Scope of Activities, Officers, And Soldiers, As Well As Presently Undergoing Investigations Against Members of the Polish Secret Police, the UB, UBP, MBP, And SB (Bezpieka) For Crimes Committed Against the Sovereign Existence of the Polish Nation.». www.doomedsoldiers.com. Consultado em 25 de dezembro de 2019